# Jean de Robéthon
Jean de Robéthon (John de Robethon) (zm. 1722) – hanowerski i brytyjski polityk.
Robéthon był jednym z francuskich hugenotów, którzy uciekli, gdy król Ludwik XIV wydał edykt z Fontainebleau (1685), znoszący edykt nantejski z 1598 ustanawiający tolerancję dla protestantów we Francji.
Robéthon był przez jakiś czas sekretarzem Wilhelma III, przyjaciela hugenotów i wroga króla Ludwika. Nieco później był na służbie księcia brunszwicko-lüneburskiego Jerzego Wilhelma. Po śmierci tego ostatniego w roku 1705 przeszedł na służbę jego bratanka Jerzego Ludwika, od roku 1714 króla Wielkiej Brytanii, który po 1714 zabrał go ze sobą do Londynu.
Jean de Robéthon i inni ministrowie Meklemburczyk Andreas Gottlieb von Bernstorff i Johann Kasper von Bothmer posiadali po 1714 znaczny wpływ na brytyjską politykę zagraniczna, przeciwko czemu wystąpił w końcu parlament brytyjski i niektórzy jego liderzy, jak sir Robert Walpole.